# Màxim tèrmic del Paleocè-Eocè

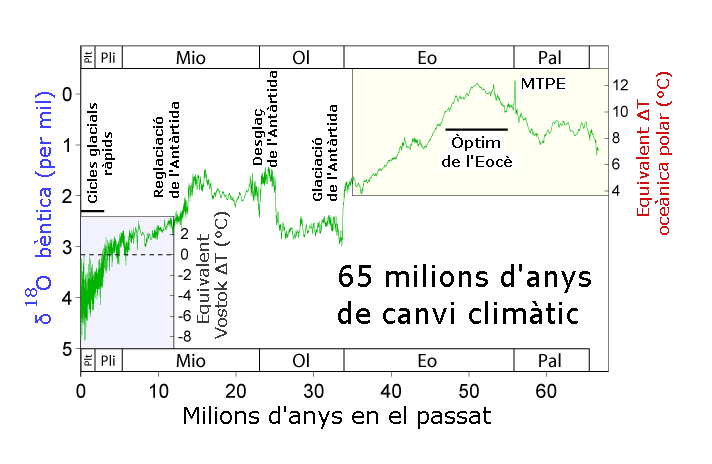
Evolució del clima durant els últims 65 milions d'anys. El màxim tèrmic del Paleocè-Eocè apareix marcat amb les sigles «MTPE» i probablement és subestimat per un factor d'entre 2 i 4 a causa d'una estimació imprecisa en el mostratge de dades.

El màxim tèrmic del Paleocè-Eocè (MTPE) fou un canvi climàtic sobtat que marcà la fi del Paleocè i l'inici de l'Eocè, fa 56 milions d'anys. Es tracta d'un dels períodes de canvi climàtic més significatius de l'era Cenozoica, que alterà sobtadament la circulació oceànica i atmosfèrica, provocant l'extinció de molts gèneres de foraminífers bentònics, i causant grans canvis en els mamífers terrestres que marcaren l'aparició dels llinatges actuals.
En només 20.000 anys, la temperatura mitjana terrestre augmentà 6 °C, amb un corresponent augment del nivell del mar, així com un escalfament dels oceans. Encara que l'escalfament pogué ser desencadenat per moltes causes, es creu que les principals foren la forta activitat volcànica i l'emissió de gas metà que es trobava emmagatzemat als clatrats dels sediments oceànics, i que pogueren intensificar l'escalfament en alliberar a l'atmosfera grans quantitats de carboni empobrit en l'isòtop carboni 13. A més, les concentracions atmosfèriques de CO₂ augmentaren de forma significativa, pertorbant-ne el cicle i causant l'elevació de la lisoclina, així com una escassetat d'oxigen a les profunditats oceàniques que finalment provocà la majoria de les extincions marines.

## Escenari

### Nom
En un primer moment, i a falta de datacions precises, l'MTPE fou situat a finals del Paleocè, sent denominat màxim tèrmic del Paleocè superior (LPTM en anglès). Tanmateix, posteriorment, el nom que adoptaren la majoria de textos fou el de màxim tèrmic del Paleocè-Eocè, car el límit entre ambdues èpoques fou definit oficialment coincidint amb el moment de major augment de carboni, sent aquest fet la causa de l'esdeveniment climàtic en qüestió. Tanmateix, en altres publicacions es creu més convenient utilitzar el nom de màxim tèrmic de l'Eocè inicial, car les temperatures màximes absolutes s'assoliren a l'inici d'aquest període, després de l'alliberament de carboni-12 a l'atmosfera.

### Escenari temporal
Tenint en compte les incerteses en la datació radiomètrica, el màxim tèrmic del Paleocè-Eocè tingué lloc entre 55,8 i 55,0 milions d'anys abans de l'actualitat. Durà aproximadament 20.000 anys, i fou precedit per un període més ample de 6 milions d'anys d'escalfament global gradual que començà a mitjans del Paleocè i arribà a la seva màxima expressió al denominat «òptim climàtic de l'Eocè» (diversos milions d'anys després de l'MTPE). Tanmateix, durant aquest període, existiren també diversos esdeveniments de refredament, com l'esdeveniment Elmo. Durant els primers 1.000 anys de l'MTPE, s'estima que foren alliberades als oceans i a l'atmosfera entre 1.500 i 2.000 gigatones de carboni (~2 Gt/any), una taxa d'emissió quatre vegades més petita que l'emesa el 2005 per l'activitat humana (7,8 Gt/any).

### Disposició terrestre
Durant l'Eocè, la disposició del planeta era significativament diferent. L'istme de Panamà encara no formava una connexió entre Nord-amèrica i Sud-amèrica, permetent el pas d'aigua entre l'oceà Atlàntic i el Pacífic. D'altra banda, el passatge de Drake estava obstruït, impedint l'aïllament tèrmic de l'Antàrtida. Aquest fet, juntament amb els alts nivells de CO₂, indiquen que no hi havia importants capes de gel, per la qual cosa el planeta no tenia gel gairebé enlloc.

## Proves i cronologia
La prova més sòlida per confirmar l'existència del canvi climàtic és proporcionada per la variació negativa en el registre del carboni 13, l'isòtop més comú del carboni, amb una excursió negativa, sobtada i pronunciada d'entre 2‰ i 3‰. Aquesta injecció massiva de carboni empobrit en carboni 13 implica l'alliberament de grans quantitats de carboni-12, com a mínim 6.800 gigatones sobre l'atmosfera i els oceans durant els 20.000 anys que durà.
La cronologia de la disminució relativa de carboni 13 a l'MTPE s'ha calculat de dues maneres diferents, complementàries entre si. La més important d'elles és l'ODP Core 690 (realitzat al mar de Weddell), car el període està gairebé exclusivament basat en aquest registre, tot i que inicialment fou calculat mitjançant una aproximació tenint en compte una taxa constant de sedimentació. Més tard sorgí un altre model diferent, assumint que el flux de l'heli3 és constant, car aquest isòtop de l'heli és produït pel Sol constantment, i no hi ha raons per creure que es produïssin grans canvis en les fluctuacions del vent solar durant aquell breu període. Ambdós models tenen les seves mancances, però coincideixen en les qüestions més importants. Entre els punts en els quals coincideixen, cal destacar que ambdós estan d'acord que l'alliberament del carboni es produí en dues etapes, cadascuna amb una durada aproximada de 1.000 anys, separades per un període d'uns 20.000 anys. Els models divergeixen, sobretot, en les estimacions del temps de recuperació, que oscil·len entre els 150.000 pel primer, i 30.000 anys pel segon model. Altres teories suggereixen que l'escalfament tingué lloc 3.000 anys abans de l'alliberament del carboni-12, malgrat que les causes inicials continuen sent incertes. S'han realitzat estudis al Pirineu que confirmen l'augment de CO₂ durant l'MTPE.

## Efectes

### Clima

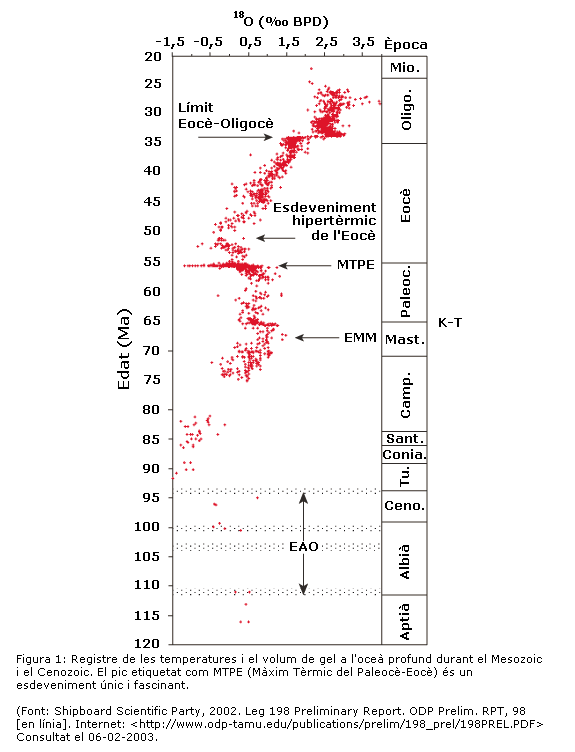
Gràfic que mostra el registre de temperatures del fons oceànic. El màxim tèrmic del Paleocè-Eocè està representat mitjançant les sigles «MTPE».

La temperatura mitjana del planeta augmentà en 6 °C de forma dràstica, en un període de només 20.000 anys. Aquest càlcul es basa en els valors de Mg/Ca i en la concentració de l'isòtop oxigen-18, que és el recurs més utilitzat per calcular temperatures a l'Eocè, car a causa de l'escàs gel els càlculs guanyen en seguretat, en romandre constant la concentració d'oxigen-18 oceànic. Altres anàlisis, centrades en la composició de la flora, així com de la forma i mida de les seves fulles, donen un resultat similar: augment de 5 °C, a més de revelar que, al principi de l'MTPE, les precipitacions foren escasses però amb el temps, foren augmentant progressivament. A causa de l'ascens de les temperatures, els escassos gels començaren a fondre's, provocant la reducció de l'albedo, cosa que al seu torn produí un ascens de les temperatures en un procés de retroalimentació positiva. Això causà que l'increment de temperatura fos més pronunciat als pols, assolint temperatures mitjanes anuals d'entre 10 i 20 °C. L'escalfament de l'aigua de la superfície de l'oceà Àrtic fou tal que arribà a albergar formes de vida pròpies dels tròpics, com els dinoflagel·lats, assolint temperatures de més de 22 °C.
No només augmentà la temperatura, sinó que també ho feu la humitat, a causa de l'increment de la taxa d'evaporació, més marcada als tròpics. Un isòtop de l'hidrogen, el deuteri (²H), revela que aquesta humitat fou transportada cap als pols, explicant així les intenses pluges que tingueren lloc a l'oceà Àrtic.

### Oceans
A causa de la poca quantitat de gel, el nivell del mar pujà significativament amb l'increment de la temperatura. N'és una prova el desplaçament dels palinomorfs (partícules de la mida d'un gra de pol·len) de l'oceà Àrtic, que reflecteixen una disminució de la matèria orgànica terrestre en comparació amb la matèria orgànica marina.
A començaments de l'MTPE, el patró de la circulació oceànica canvià radicalment en un període de menys de 5.000 anys. La direcció de la circulació s'invertí, causant per exemple que a l'oceà Atlàntic el corrent del fons fluís des del nord cap al sud, quan sempre havia estat a l'inrevés. Aquests efectes perduraren, almenys, durant 40.000 anys. Aquest canvi en el flux d'aigua calenta a les profunditats oceàniques agreujà l'escalfament. La composició química dels oceans també es veié alterada enormement.
En diverses parts de la majoria d'oceans, especialment al nord de l'oceà Atlàntic, la bioturbació (la reexposició de material, generalment tòxic, que es troba emmagatzemat sota els sediments) resultava gairebé inexistent. Això podria ser a causa del canvi de la circulació oceànica, que causà que el fons oceànic augmentés la seva temperatura i, per tant, que amb prou feines contingués oxigen (anòxia). Tanmateix, en alguns llocs dels oceans la bioturbació no s'aturà.
Un altre efecte de l'MTPE sobre el medi oceànic fou l'elevació del límit de la lisoclina. La lisoclina indica la profunditat a la qual es dissol espontàniament el carbonat als oceans. Avui en dia, aquest límit es troba a 4 km per sota de la superfície oceànica, xifra molt similar a la mitjana de profunditat dels oceans. Aquesta profunditat depèn, entre altres factors, de la temperatura i de la quantitat de CO₂ dissolt, per la qual cosa ambdós factors elevaren la lisoclina cada vegada més cap a la superfície oceànica, provocant la dissolució dels carbonats de les aigües profundes. Aquesta acidificació de les aigües profundes es pot observar als estrats del sòl oceànic (si la bioturbació no ha sigut especialment activa, car en aquest cas les proves es destruirien), car mostra un canvi bastant acusat, passant des de carbonats amb un color grisós a carbonats rogencs i argilosos, per després tornar de nou als grisosos. Aquestes proves es mostren molt més clares al nord de l'oceà Atlàntic que en qualsevol altre, de la qual cosa es dedueix que l'acidificació hi fou molt més acusada. En algunes zones del sud-est de l'Atlàntic, la lisoclina arribà a elevar-se 2 km en tan sols uns milers d'anys.

### Flora i fauna

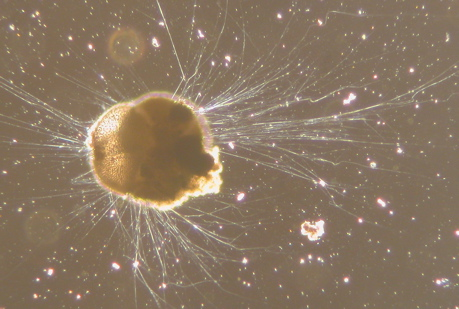
Vista al microscopi del foraminífer bentònic Ammonia tepida. Aquest grup d'organismes fou perjudicat durant el màxim tèrmic del Paleocè-Eocè.

L'MTPE produí l'extinció del 35-50% dels foraminífers bentònics en un mil·lenni, un percentatge més elevat que durant l'extinció massiva del Cretaci-Paleogen que tingué lloc uns 10 milions d'anys abans. En canvi, els foraminífers planctònics es diversificaren, i els dinoflagel·lats i mamífers prosperaren. També cal destacar l'auge dels bacteris.
És difícil donar una explicació de les extincions dels organismes del fons marí, car moltes d'elles foren només regionals, afectant principalment els que estaven distribuïts al nord de l'oceà Atlàntic. Això significa que, al contrari que la temperatura, no es poden formular hipòtesis generals de la reducció de l'oxigen, o de la corrosivitat del carboni a causa dels carbonats insaturats de les profunditats oceàniques. L'únic factor global és l'augment de la temperatura, i sembla que tota la culpa recau sobre aquest element. Les extincions regionals de l'Atlàntic nord són atribuïdes, en general, a l'alt nivell d'anòxia a les profunditats de les seves aigües.
L'increment dels nivells de CO₂ produí una acidificació de les aigües superficials, cosa que resultà extremadament nociu pels coralls. S'ha demostrat experimentalment que també resulta molt perjudicial per al plàncton calcari. Tanmateix, els àcids utilitzats al laboratori per simular l'augment natural de l'acidesa que resultaria de l'augment de les concentracions de CO₂ podrien haver donat resultats enganyosos. En són una prova els cocolitòfors (almenys Emiliania huxleyi), que es tornaren més abundants en aigües acidificades. Curiosament, al nanoplàncton calcari no se li atribueix cap canvi en la seva distribució per l'acidificació durant l'MTPE, com sí que passà amb els cocolitòfors. L'acidificació, en canvi, donà lloc a un important augment d'algues calcificades, i també, tot i que en menor mesura, de foraminífers calcaris.
L'augment dels mamífers és un altre aspecte interessant. No s'han trobat proves de cap augment en la taxa d'extinció entre els organismes terrestres. Molts dels principals ordres de mamífers, incloent-hi els artiodàctils, els cavalls i els primats, sorgiren ràpidament i es propagaren per tot el planeta entre 13.000 i 22.000 anys després de l'inici de l'MTPE. Aquesta diversificació i dispersió dels primats fou un aspecte clau per l'evolució humana.
Tot i que el canvi climàtic antropogènic sovint ha donat peu a comparacions amb l'MTPE, aquest últim fou un esdeveniment molt més gradual, així que els organismes tingueren més temps per adaptar-s'hi. El registre fòssil indica que els arbres, seguits pels animals, es desplaçaren a altituds superiors i latituds més altes.

## Causes i teories
Existeixen moltes causes que pogueren provocar o intensificar l'MTPE, per la qual cosa resulta complicat esbrinar clarament quines d'elles tingueren més repercussió. Les temperatures globals augmentaren a un ritme constant a tot el planeta, provocant una sèrie d'esdeveniments agreujats per mecanismes de retroalimentació positiva. Per poder determinar aquests factors, s'ha recorregut al balanç de massa de l'isòtop del carboni, car el carboni pot variar el seu cicle en períodes relativament curts. La concentració relativa de carboni 13 descendí entre 2‰ i 3‰, i analitzant les reserves de carboni, es pot considerar quina massa de la reserva seria necessària per produir l'efecte. L'únic supòsit del qual es parteix és que la massa de carboni continguda tant a l'atmosfera com als oceans durant el Paleogen era la mateixa que l'actual, cosa que resulta realment difícil de confirmar.

### Activitat volcànica
Perquè es produís aquesta pertorbació en la concentració de carboni 13, segons aquesta teoria els volcans haurien d'haver expulsat prop de 1.500 gigatones de carboni durant els dos períodes de 1.000 anys. Per una visió més comprensible d'aquesta xifra: es tracta d'una taxa 200 vegades superior a la de la resta del Paleogen, tot i que aquesta suma és improbable, car no s'han trobat indicis d'una activitat volcànica de tal magnitud en tota la història de la Terra. Tanmateix, prop d'un milió d'anys abans de l'MTPE, una important activitat volcànica començà a assolar l'est de Groenlàndia, tot i que per si sola no pot explicar la rapidesa amb què tingué lloc l'escalfament. Fins i tot en el cas que les 1.500 gigatones haguessin sigut expulsades sobtadament d'una sola vegada, caldrien altres factors que haguessin donat lloc a mecanismes de retroalimentació positiva per produir l'alteració que s'ha observat en l'isòtop del carboni.
D'altra banda, s'ha suggerit que els augments sobtats de l'activitat volcànica estigueren associats a l'activitat del rift continental oceànic, que expulsà magma calent sobre els sediments rics en carboni, cosa que hauria desencadenat l'alliberament del metà. Altres fases molt més tardanes de l'activitat volcànica haurien causat l'expulsió d'una major quantitat de gas metà, provocant altres períodes d'escalfament global durant l'Eocè, com l'ETM2 (sigles angleses de «màxim tèrmic de l'Eocè 2», habitualment conegut com a «esdeveniment Elmo»).
Tanmateix, segons el geòleg Thomas Gernon, de la Universitat de Southampton, el vulcanisme tan sols hauria generat una cinquena part de les emissions de carboni associades a l'MTPE. Gernon i el seu equip atribuïren la diferència a les carbonatites, unes formacions carbonatades que atrapen i retenen durant centenars o milers de milions d'anys el CO₂ que emana de les plaques tectòniques en subducció. Segons aquests científics, el rifting entre Groenlàndia i Europa durant l'Eocè hauria alliberat una quantitat ingent de carboni que fins aleshores havia estat segrestat en carbonatites a l'escorça de Groenlàndia.

### Alliberament de gas metà

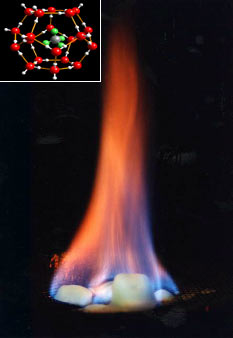
Clatrats de metà en plena combustió. S'hi produeix aigua i diòxid de carboni en abundants quantitats, sent amb tota probabilitat una de les causes principals de l'MTPE.

Cap de les teories no permet explicar, per si sola, l'excursió de l'isòtop carboni 13 i l'escalfament que tingué lloc durant l'MTPE. El mecanisme de retroalimentació positiva que pogué amplificar més la pertorbació inicial foren els clatrats, segons l'anomenada hipòtesi del fusell de clatrats. El metà, que s'acumula de forma contínua als sediments dels fons oceànics a causa de la putrefacció orgànica, és estable a l'aigua a certa pressió i temperatura, formant cúmuls en estat sòlid. A mesura que la temperatura s'incrementa, la pressió que s'exerceix decau, la configuració deixa de ser estable, i els clatrats es dissocien, causant l'alliberament del gas metà a l'atmosfera. Com que els clatrats en si mateixos tenen un 60‰ en la concentració de carboni 13 respecte a l'atmosfera, petites quantitats d'aquests materials podrien produir grans variacions relatives de carboni 13. A més, el metà és un potent gas amb efecte d'hivernacle, unes vuit vegades més eficaç que el diòxid de carboni, per la qual cosa, en ser expulsat cap a l'atmosfera, pogué causar un gran escalfament global que, al seu torn, escalfés els oceans i donés lloc a més emissions de metà, desestabilitzant el sistema. S'ha calculat que l'oceà hauria tardat uns 2.300 anys a assolir la temperatura que permetés dissociar els clatrats del seu fons, tot i que aquest càlcul està basat en una sèrie de supòsits.
Perquè aquesta hipòtesi sigui vàlida, els oceans haurien de mostrar signes d'escalfament abans de l'excursió de l'isòtop del carboni, car el metà tarda un temps fins que aconsegueix incorporar-se a l'atmosfera. Fins fa relativament poc temps, les proves mostraven que ambdós pics eren simultanis, restant suport a la teoria. Tanmateix, estudis recents han aconseguit detectar un breu lapse de temps entre l'escalfament inicial i la disminució relativa de carboni 13. Alguns paleotermòmetres, com el TEX86, també coincideixen que l'escalfament es produí uns 3.000 anys abans de la disminució relativa de l'isòtop del carboni Tanmateix, l'aigua oceànica més profunda no sembla evidenciar aquest interval de temps.
Les anàlisis d'aquests registres revelen un altre fet interessant: els foraminífers planctònics gravaren petits canvis en els valors dels isòtops abans que els foraminífers bentònics, que habiten als sediments dels oceans. Les cuirasses d'aquests organismes recullen aquestes variacions en oxidar-se, per la qual cosa un alliberament gradual de gas metà al fons oceànic hauria d'haver oxidat primer les cuirasses dels foraminífers bentònics. El fet que els foraminífers planctònics fossin els primers a mostrar aquests signes d'oxidació es deu al fet que el metà fou alliberat tan ràpidament que la seva oxidació esgotà tot l'oxigen del fons oceànic, permetent que, després d'això, el metà arribés a l'atmosfera sense oxidar-se, on reaccionaria amb l'oxigen atmosfèric. D'aquesta anàlisi es dedueix que el procés d'alliberament del metà durà aproximadament 10.000 anys.
Els esdeveniments posteriors al vessament de petroli de la Deepwater Horizon desmentiren un supòsit clau d'aquesta teoria, car els microbis oceànics consumiren el metà emès per la plataforma petrolífera danyada. Segons la majoria dels models científics, les fuites de metà del fons marí difícilment podrien arribar a l'atmosfera.

### Impacte de cometa

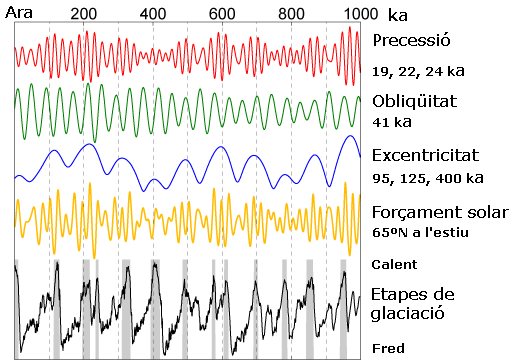
Les variacions orbitals mostren la relació entre l'excentricitat orbital (blau) i les temperatures (gris). Una teoria proposa aquesta relació com una de les causants de l'MTPE.

Una altra teoria afirma que un cometa ric en carboni-12 impactà sobre la superfície terrestre i inicià l'escalfament global. Fins i tot suposant que la mida del cometa es trobés al límit perquè la catàstrofe no deixés cap rastre sobre el planeta (segons la teoria uns 10 km), i que després de l'esdeveniment es produïssin processos de retroalimentació, encara caldrien 100 gigatones de carboni extra que haurien de provenir d'activitats terrestres. Tanmateix, aquesta teoria encara té algunes qüestions sense resoldre i no explica detalladament tot el que passà. Segons la teoria, el cometa hauria causat la formació d'una capa argilosa de 9 metres de gruix tremendament magnetitzada, però altres fonts creuen que aquesta capa es formà a un ritme massa lent perquè fos conseqüència de l'impacte, atribuint-ne la creació als bacteris, que prosperaren durant l'escalfament. D'altra banda, l'anomalia de l'iridi (indicador fiable d'impactes sobre el planeta) que s'ha observat a Espanya és massa reduïda per confirmar l'impacte del cometa.

### Cicles orbitals
A causa de l'existència d'altres canvis climàtics d'escala global, com l'ETM2 (esdeveniment Elmo), s'ha formulat la hipòtesi que aquests canvis es repeteixen de forma regular, i que són conseqüència de les variacions orbitals en l'excentricitat de l'òrbita terrestre. La proximitat al Sol feu que  augmentés la radiació solar i, per tant, la temperatura, creuant així el llindar per engegar els diversos processos de retroalimentació positiva.

### Cremada de torba
S'arribà a postular una teoria que afirmava que l'MTPE fou provocat per la combustió de grans quantitats de torba, un material orgànic ric en carboni. Tanmateix, per produir la disminució relativa de carboni 13 que tingué lloc, seria necessari que es cremés el 90% de la biomassa terrestre d'aquell temps. Com que durant l'MTPE les plantes creixeren desenfrenadament, aquesta teoria ha quedat refutada.

## Període de recuperació
El registre de l'isòtop carboni 13 mostra un temps de recuperació d'entre 30.000 i 150.000 anys, un període relativament curt si es compara amb la permanència del carboni a l'atmosfera actual (entre 100.000 i 200.000 anys). Qualsevol explicació satisfactòria d'aquest ràpid temps de recuperació ha d'incloure un mecanisme eficaç de retroalimentació.
El procés de recuperació més probable vindria donat per un increment en la productivitat biològica, transportant ràpidament el carboni al fons oceànic. Això comptaria amb l'ajuda de les altes temperatures globals i els alts nivells de CO₂, així com amb un increment dels subministraments de nutrients (les altes temperatures i les elevades precipitacions causarien una gran erosió continental, i l'activitat volcànica podria haver proporcionat més nutrients). Una prova de l'augment de la productivitat biològica podria ser el bari; tanmateix, l'augment d'aquest element també podria ser degut a l'alliberament del bari dissolt juntament amb el metà del fons oceànic. A més, la diversificació evidencia que la productivitat augmentà sobretot a les zones costaneres, on la flora marina romangué calenta i fèrtil, contrarestant la reducció de la productivitat als fons oceànics.